# Narmacil I
Narmacil I es un personaje ficticio que pertenece al legendarium creado por el escritor británico J. R. R. Tolkien y cuya historia es narrada en los apéndices de la novela El Señor de los Anillos. Es un dúnadan, hijo de Atanatar II y decimoséptimo rey de Gondor. Su nombre es quenya y puede traducirse como «espada del Sol».

## Historia
Nació en el año 1049 de la Tercera Edad del Sol y sucedió a su padre tras su muerte en 1226 T. E. Murió en 1294 T. E. sin dejar descendencia, por lo que fue sucedido por su hermano Calmacil.
Según cuentan las crónicas de Gondor, Narmacil I era un rey perezoso al que no le interesaban las cuestiones políticas del reino y se había volcado al lujo y al placer, por lo que prontamente cedió el poder a su sobrino Minalcar, nombrándolo Regente de Gondor. Durante su reinado se reiniciaron los ataques de los hombres del este, lo que obligó al entonces regente de Gondor a enviar un ejército a combatirlos. El encuentro se produjo en 1248 T. E. y los hombres del este fueron completamente derrotados. No obstante, para prevenir nuevos ataques, el rey mandó construir fuertes a lo largo de las orillas del Anduin, al norte de Sarn Gebir y en especial en los codos del río, que serían de mucha utilidad durante los sucesivos reinados.